# 奥罗拉 (南达科他州)
奥罗拉（英語：Aurora）是美国南达科他州下属的一座城鎮。根据2010年美国人口普查，该鎮有人口536人。论人口在本州排行第112。